# Кафяво тити
Кафявото тити (Callicebus brunneus) е вид бозайник от семейство Сакови (Pitheciidae).

## Разпространение
Видът е разпространен в Боливия, Бразилия и Перу.